# São Martinho de Alvito
São Martinho de Alvito ist ein Ort und eine ehemalige Gemeinde (Freguesia) im nordportugiesischen Kreis Barcelos. Die Gemeinde hatte 451 Einwohner (Stand 30. Juni 2011).
Im Zuge der Gebietsreform am 29. September 2013 wurden die Gemeinden Alvito (São Martinho), Couto und Alvito (São Pedro) zur neuen Gemeinde União das Freguesias de Alvito (São Pedro e São Martinho) e Couto zusammengefasst.